# Пливање на Летњим олимпијским играма 2008 — маратон 10 километара за мушкарце
Пливачки маратон на 10 километара у мушкој конкуренцији први пут је уведен на Олимпијским играма 2008. За разлику од осталих дисциплина, ова се не одржава у базену, него на отвореним (слободним) водама. У њој нема квалификационих трка него само једна финална са масовним стартом. У трци се обично плива слободним стилом, али промене су могуће када пливачи дођу до окрепне станице.
Такмичења у пливању на 10 км за мушкарце одржано је 21. августа у Олимијском веслачком центру Shunyi. Учествовало је 25 пливача из 24 земље. Једино је Русија имала 2 такмичара.

## Земље учеснице
| - Аргентина - Аустралија - Белгија - Бразил - Бугарска - Венецуела - Грчка - Египат | - Италија - Јужноафричка Република - Кина - Мађарска - Мексико - Немачка - Португалија - Русија (2) | - Сирија - Сједињене Америчке Државе - Уједињено Краљевство - Украјина - Француска - Холандија - Чешка - Шпанија |

## Резултати
| Пласман | Пливач                      | Земља                     | Време           | Заостатак       | Белешка         |
| ------- | --------------------------- | ------------------------- | --------------- | --------------- | --------------- |
|         | Мартен ван дер Вејден       | Холандија                 | 1:51:51,6       |                 |                 |
|         | Дејвид Дејвис               | Уједињено Краљевство      | 1:51:53,1       | 1,5             |                 |
|         | Томас Лурц                  | Немачка                   | 1:51:53,6       | 2,0             |                 |
| 4       | Валерио Клери               | Италија                   | 1:52:07,5       | 15,9            |                 |
| 5       | Јевгениј Дратцев            | Русија                    | 1:52:08,9       | 17,3            |                 |
| 6       | Петар Стојчев               | Бугарска                  | 1:52:09,1       | 17,5            |                 |
| 7       | Брајан Рукеман              | Белгија                   | 1:52:10,7       | 19,1            |                 |
| 8       | Марк Варкентин              | Сједињене Америчке Државе | 1:52:13,0       | 21,4            |                 |
| 9       | Chad Ho                     | Јужноафричка Република    | 1:52:13,1       | 21,5            |                 |
| 10      | Erwin Leon Maldonado Savera | Венецуела                 | 1:52:13,6       | 22,0            |                 |
| 11      | Ky Hurst                    | Аустралија                | 1:52:13,7       | 22,1            |                 |
| 12      | Игор Червински              | Украјина                  | 1:52:14,7       | 23,1            |                 |
| 13      | Francisco Jose Hervas       | Шпанија                   | 1:52:16,5       | 24,9            |                 |
| 14      | Алан Кармо                  | Бразил                    | 1:52:16,6       | 25,0            |                 |
| 15      | Gilles Rondy                | Француска                 | 1:52:16,7       | 25,1            |                 |
| 16      | Спиридон Јаниотис           | Грчка                     | 1:52:20.4       | 28,8            |                 |
| 17      | Ростислав Витек             | Чешка                     | 1:52:41,8       | 50,2            |                 |
| 18      | Луис Ескобар                | Мексико                   | 1:53:47,9       | 1:56,3          |                 |
| 19      | Салех Мохамед               | Сирија                    | 1:54:37,7       | 2:46,1          |                 |
| 20      | Мохамед Монир               | Египат                    | 1:55:17,0       | 3:25,4          |                 |
| 21      | Дамијан Блаум               | Аргентина                 | 1:55:48,6       | 3:57,0          |                 |
| 22      | Арсениј Лаврентјев          | Португалија               | 2:03:39,6       | 11:48,0         |                 |
| 23      | Xin Tong                    | Кина                      | 2:09:13,4       | 17:21,8         |                 |
| —       | Чаба Герчак                 | Мађарска                  | Није завршио    | Није завршио    | Није завршио    |
| —       | Владимир Дјатчин            | Русија                    | Дисквалификован | Дисквалификован | Дисквалификован |